# 동독 마르크
동독 마르크(독일어: Mark der DDR)는 옛 동독의 화폐로, 흔히 오스트마르크(Ostmark, "동(東)마르크"라는 뜻)라고 부르기도 한다. 공식적으로는 서독 마르크와 1:1의 교환 가치를 가졌지만 암시장 등에서는 1:3 비율로 교환되었다.
1990년 독일이 통일되면서 동독 마르크는 독일 마르크에 흡수된다. 임금이나 물가, 기본적인 저축에 대해서는 1:1의 비율로, 큰 돈에 대해서는 1:2의 비율로 교환이 이루어졌다.

## 동전
| 앞        | 뒤 | 재질     | 무게      | 크기          |
| --------- | -- | -------- | --------- | ------------- |
| 1 페니히  |    |          |           |               |
|           |    | 알루미늄 | 0.75 그램 | 17 밀리미터   |
| 5 페니히  |    |          |           |               |
|           |    | 알루미늄 | 1.10 그램 | 19 밀리미터   |
| 10 페니히 |    |          |           |               |
|           |    | 알루미늄 | 1.50 그램 | 21 밀리미터   |
| 20 페니히 |    |          |           |               |
|           |    | 놋쇠     | 5.4 그램  | 22.2 밀리미터 |
| 50 페니히 |    |          |           |               |
|           |    | 알루미늄 | 2.0 그램  | 23 밀리미터   |
| 1 마르크  |    |          |           |               |
|           |    | 알루미늄 | 2.5 그램  | 25 밀리미터   |
| 2 마르크  |    |          |           |               |
|           |    | 알루미늄 | 3.0 그램  | 27 밀리미터   |

### 기념 동전
| 앞       | 뒤 | 재질      | 무게     | 크기        |
| -------- | -- | --------- | -------- | ----------- |
| 5 마르크 |    |           |          |             |
|          |    | 니켈 청동 | 9.7 그램 | 29 밀리미터 |

## 지폐
| 시리즈                         | 사진 | 비고 |
| ------------------------------ | ---- | ---- |
| 초기-1948년 재발행 지폐        |      |      |
| 1948년 DM 시리즈 지폐          |      |      |
| 1955년 DM 시리즈 지폐          |      |      |
| 1964년 MDN 시리즈 지폐         |      |      |
| 1971년/1975년 M 시리즈 지폐    |      |      |
| 1975년 5 마르크 시리즈         |      |      |
| 1971년 10 마르크 시리즈        |      |      |
| 1975년 20 마르크 시리즈        |      |      |
| 1971년 50 마르크 시리즈        |      |      |
| 1975년 100 마르크 시리즈       |      |      |
| 1985년 200 ~ 500 마르크 시리즈 |      |      |